# Schloss Groß-Kotzenau

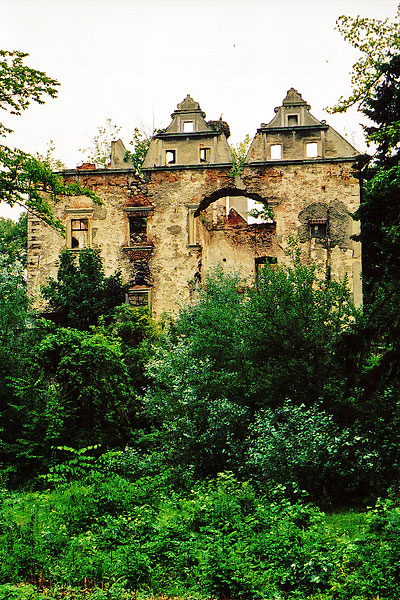
Schloss Groß-Kotzenau

Schloss Groß-Kotzenau (polnisch Zamek w Chocianowcu) ist ein ruinöses Schloss in Chocianowiec (deutsch Groß-Kotzenau) in der Landgemeinde Chocianów (Kotzenau) im Powiat Polkowicki (Kreis Polkwitz) in der Woiwodschaft Niederschlesien in Polen.
Nach Überlieferung hatte der Ort im 12. Jahrhundert eine kleine Burg und 1299 ein herzogliches Jagdschloss. Der Baubestand der heutigen Ruine stammt wohl aus dem 14. Jahrhundert und wurde im 16. und im 18. Jahrhundert umgebaut, im 19. Jahrhundert restauriert. Seit 1955 ist der Bau ungenutzt und verfällt.